# Ластівка сіровола
Ластівка сіровола (Riparia chinensis) — вид горобцеподібних птахів родини ластівкових (Hirundinidae).

## Поширення
Вид поширений в Південній і Південно-Східній Азії від Таджикистану, Афганістану та Індійського субконтиненту до південного Китаю, Тайваню та північних Філіппін. Мешкає у відкритих місцях існування, таких як сільськогосподарські угіддя, луки та савани, зазвичай неподалік води.

## Опис
Має блідо-коричневий верх і білуватий низ.

## Підвиди
- R. c. chinensis (J.E. Gray, 1830) — від Таджикистану та північного Афганістану до південного Китаю, Індокитаю та Тайваню;
- R. c. tantilla Riley, 1935 — острів Лусон (Філіппіни).